# ティタノミルマ
ティタノミルマ (Titanomyrma)は新生代古第三紀始新世に生息していた巨大なアリ。学名は「ティーターンのアリ」の意味。2011年に最後に発掘された標本はワイオミング州で出土したハチドリほどの大きさのある女王アリの化石である。これはアメリカ大陸で初めて発見された巨大化石アリでもある。